# Matang Ara Jawa
Matang Ara Jawa is een bestuurslaag in het regentschap Aceh Tamiang van de provincie Atjeh, Indonesië. Matang Ara Jawa telt 809 inwoners (volkstelling 2010).